# Kurt Held

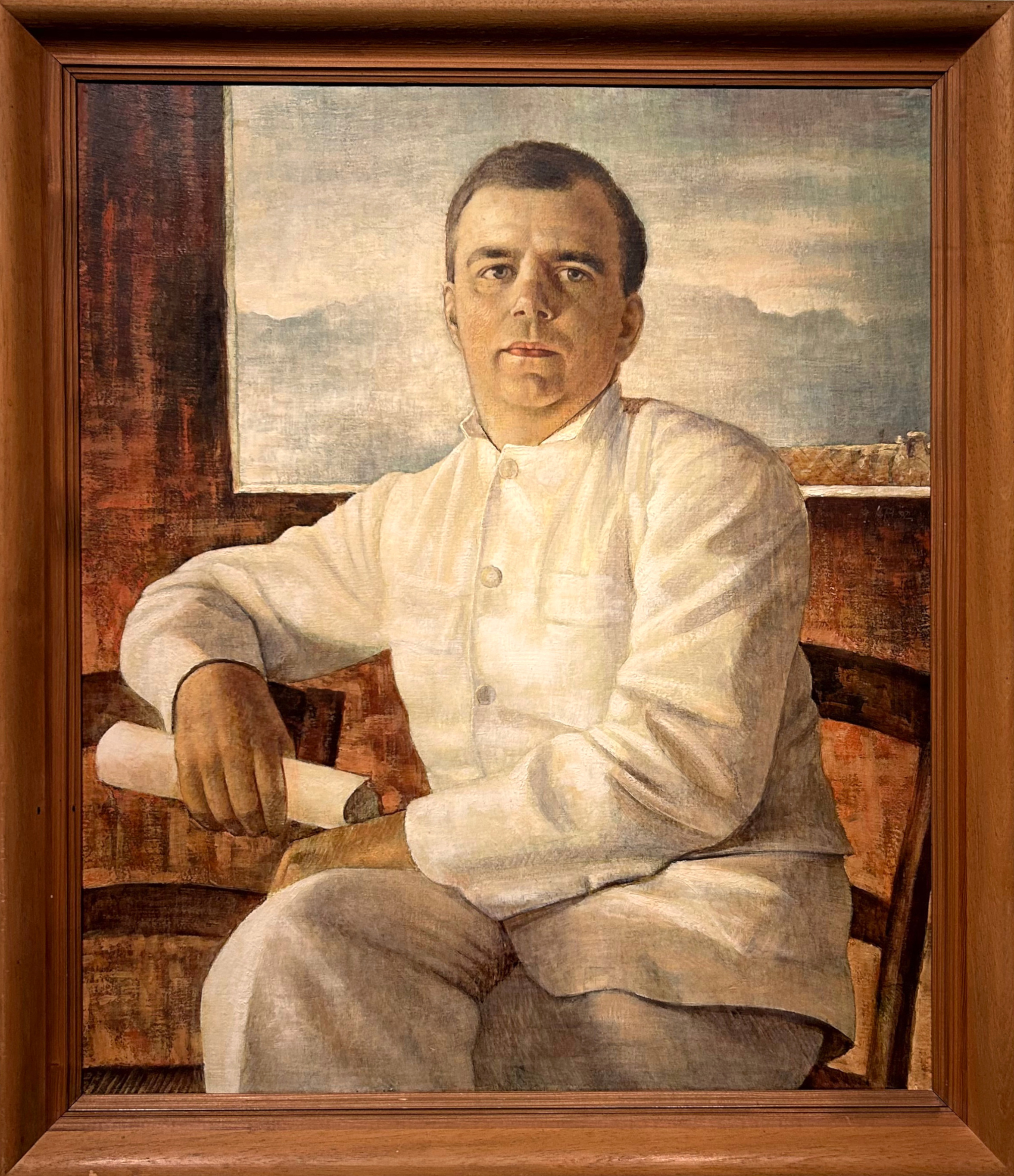
Kurt Kläber

Kurt Held, (pseudoniem van Kurt Kläber, Jena, 4 november 1897 - Sorengo, 9 december 1959) was een Duitse schrijver.
Zijn bekendste werk is het jeugdboek De bende van rode Zora.

## Levensloop
Held was bij Zeiss Ikon in de leer als slotenmaker. Als jonge man sloot hij zich daarna aan bij de Wandervogel-beweging. Hij vocht in de Eerste Wereldoorlog en werd na de oorlog lid van de Spartacusbond und der Kommunistische Partei Deutschlands.
In 1924 trouwde hij met de schrijfster en sprookjesvertelster Lisa Tetzner. Met haar trok hij naar diverse plaatsen in Duitsland. Hij werkte als Bergmann in het Roergebied, als auteur, lector en redacteur bij diverse tijdschriften en uitgeverijen. Als lid van de Bond van proletarisch-revolutionaire schrijvers was hij mede-uitgever van het KPD verwante literaire en politieke tijdschrift Die Linkskurve. Kläber publiceerde bovendien eigen gedichten en romans. In Bochum was hij directeur van de hogeschool voor arbeiders.
Nog in de nacht van de Rijksdagbrand werd Kläber op 28 februari 1933 als prominente communist gearresteerd, maar kwam dankzij de hulp van zijn vrouw weer spoedig vrij. Na zijn vrijlating vluchtte het paar met hulp van een familielid uit familie van industriëlen heimelijk uit Duitsland, eerst naar Tsjecho-Slowakije en later naar Parijs en ten slotte naar Carona (Zwitserland) in Zwitserland. Daar mocht Kläber niet publiceren. Het paar leefde van de opbrengsten van hun mini-landbouw en de inkomsten, die Lisa Tetzner haalde uit een leeropdracht in Basel. Vanwege het Stalinisme brak Kläber in 1938 met de KPD.
Door de harde omstandigheden van de ballingschap, problemen met zijn gezondheid en het verlies van het langdurige fundament van zijn wereldbeschouwing raakte hij in een psychische crisis. Om actief te blijven hielp hij zijn vrouw, die kinderboeken bleef schrijven, bij haar werk.
Vrij snel begon hij plezier te krijgen in deze bezigheid en schreef hij diverse boeken, waarvan in het bijzonder De bende van rode Zora een groot succes werd. Aangezien Kläber een schrijfverbod in Duitsland had, publiceerde hij het boek in Zwitserland onder het pseudoniem Kurt Held. Het literaire succes bracht Tetzner en Kläber tot een bescheiden welstand. Ze verwierven in 1948 het Zwitserse burgerrecht en bleven er wonen. Na langdurige ziekte stierf Held in het ziekenhuis van Sorengo.
Zijn literaire en politieke erfenis bevindt zich in het Fritz-Hüser-Institut für Literatur und Kultur der Arbeitswelt in Dortmund.

## Literaire genres
De eerste gedichten van Kläber zijn expressionistisch en pacifistisch. Later werd zijn literaire productie geheel doordrenkt van zijn communistische instelling en kan die als arbeidersliteratuur gekenmerkt worden.
De in ballingschap onder het pseudoniem Kurt Held ontstane jeugdboeken stijgen boven de middelmaat uit door een sociaal-kritische stellingname, het moeite doen om een solidair samenleven, zowel door de thematisering van het lot van socialer buitenstaanders in een jeugdige taal.

## Eerbetuigingen
In 1967 werd de basisschool, Görlitzer Str. 51, in Berlin-Kreuzberg naar Kurt Held vernoemd.[3] Deze school werd in 2004 gesloten en in 2005 aan een privé-onderneming verkocht.[4]

## Expositie
Aus unserem Leben in die Freiheit. Lisa Tetzner und Kurt Kläber. Leben und Werk. Curatoren: Wiltrud Apfeld en Cristina Rita Parau. Cultuurpaleis van de Stadt Gelsenkirchen. 18 september tot 30 oktober 2011. .